# سبيدج ضخم
السبيدج الضخم (بالإنجليزية: Colossal squid)‏، ويعتقد أنه أكبر أنواع السبيدج من حيث الكتلة، وهو العضو الوحيد المعروف من جنس Mesonychoteuthis. و له عدد قليل من العينات المعروفة، ووضعت التقديرات الحالية حجمه الأقصى بين 12-14 مترا (39-46 قدم) على أساس تحليل عينات أصغر حجما وغير ناضجة، مما يجعله أكبر اللافقاريات المعروفة.

## الموطن
موطن السبيدج الضخم يمتد آلاف الكيلومترات شمال القارة القطبية الجنوبية إلى جنوب أمريكا الجنوبية ، و جنوب جنوب أفريقيا ، والطرف الجنوبي من نيوزيلندا .

## الوصف
السبيدج الضخم يشبه إلى حد ما السبيدج العملاق ، ولكنه أثقل من السبيدج العملاق وأيضا يعتقد أن السبيدج الضخم يمتلك عباءة أطول من السبيدج العملاق ، على الرغم من أذرعه أقصر من السبيدج العملاق .

## أكبر عينة معروفة
في 22 فبراير 2007 ، أعلنت السلطات في نيوزيلندا عن الإمساك بأكبر سبيدج ضخم معروف، بلغ وزن العينة 495 كجم وكان تقدير قياسه في البداية 10 أمتار (33 قدم) في الطول الإجمالي . وكانت أكبر عينة قبل هذه العينة قد تم اكتشافها في عام 2003 وبلغ وزنها 195 كلغ، على الرغم من أن هذه العينة كانت أصغر بكثير من توقعات بعض التقديرات . تم تجميد العينة وتم نقلها إلى متحف
Museum of New Zealand Te Papa Tongarewa [الإنجليزية] المميز، المتحف الوطني بنيوزيلندا . و أشارت تقارير إعلامية إلا أن العلماء في المتحف كانو يفكرون في استخدام الميكروويف العملاق لتذويب السبيدج لأن إزالة الجليد في درجة حرارة الغرفة سوف يستغرق عدة أيام، وأنه من المرجح أن تتعفن في الخارج . ومع ذلك، فإنهم اختاروا في وقت لاحق نهج أكثر تقليدية بتذويب العينة في حمام من الماء والملح . بعد ذوبان الجليد، تم قياس طول السبيدج وبلغ طوله 4.2 متر (14 قدم) فقط في الطول الكلي، لأن مخالبه تقلصت بشكل ملحوظ بعد ذوبانه .

## التشريح

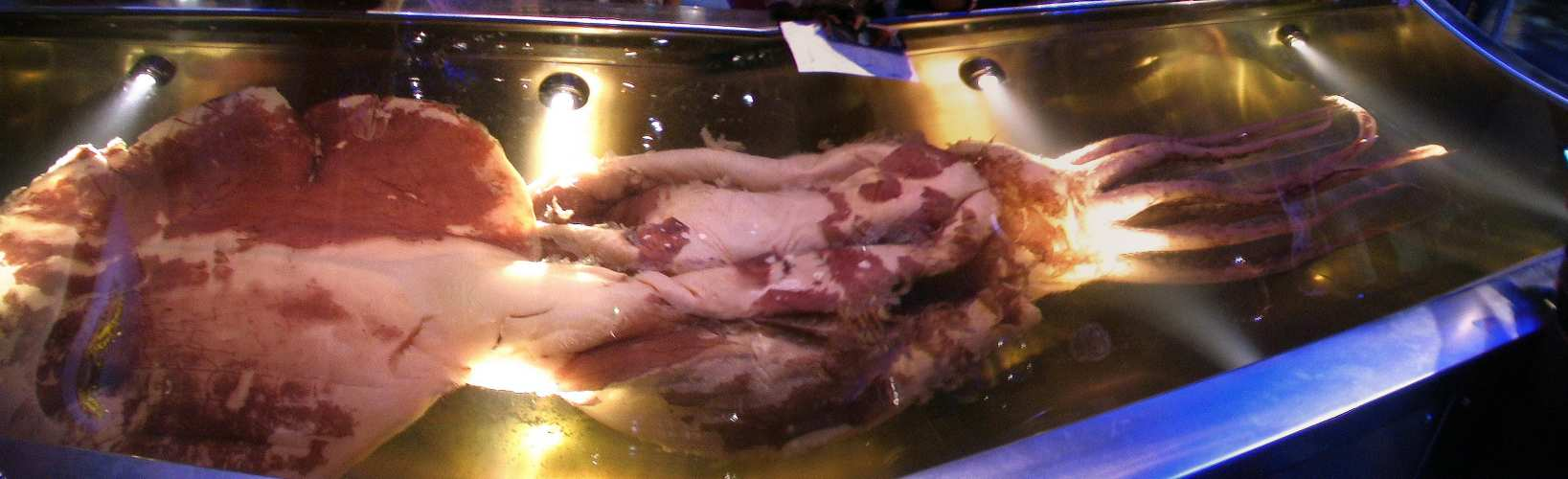
السبيدج الضخم بالمتحف

وتم تشريح العينة في متحف Museum of New Zealand Te Papa Tongarewa [الإنجليزية] المميز، تحت إشراف كبار علماء الأحياء.
وقد تم فحص أجزاء من العينة واكتشفوا أن منقار السبيدج كان أصغر بكثير من بعض المناقير التي وجدت في بطون بعض حيتان العنبر، مما يدل أن هناك المزيد من سبيدجات أكبر بكثير من هذه العينة .
و قد تم قياس حجم العين وبلغ 27 سم في 11 سم، مع عدسة تبلغ 12 سم . وهذه أكبر عين مكتشفة لحيوان معروف . وقد تم أخذ هذه القياسات من عينة انهارت جزئيا، وعندما كانت العين سليمة لربما كانت قياساتها من 30 إلى 40 سم وعدستها من 12-16 .